# Ábel Olga
Ábel Olga (Gyulakuta, 1905. január 13. – Budapest, 1987. december 10.) magyar újságíró, író, műfordító, Benamy Sándor író felesége.

## Életpályája
Ábel Lázár és Moskovitz Magdolna gyermekeként született. Tanulmányait Marosvásárhelyen és a kolozsvári Marianum felső tagozatán végezte. 1923–29-ben a kolozsvári Keleti Újságnál, 1930–1934-ben a kolozsvári Új Kelet című napilapnál dolgozott szerkesztőségi gyorsírónőként. 1934-ben Budapestre költözött és ugyanezen év június 14-én férjhez ment Benamy Sándor íróhoz. 1934–1944 között a budapesti Mai Nap című napilapnál szerkesztőségi gyorsíró, de egyidejűleg mint újságíró a Nagyváradi Napló, a szabadkai Bácsmegyei Napló és az ungvári Kárpáti Magyar Újság tudósítója volt. 1945–47-ben a nagyváradi Új Élet című napilap, 1948–50-ben a budapesti Szövetkezet című hetilap riportere, 1950–1960 között a Népszava belső munkatársa (riporter).

## Főbb művei
- A modern irodalmi műveltség kézikönyve. Az összes, szereplő írók életrajzával és gondolataikkal az élet minden megnyilvánulásáról. Az egyes életrajzokat Benamy Sándor írta; szerk. Benamy Sándorral; Csokonai, Bp., 1941
- Ábel Olga–Benamy Sándor: Keserű kenyér (riportok); Művelt nép, Budapest, 1953
- Ábel Olga–Benamy Sándor: Egy kísértet-térkép nyomán; Kossuth, Budapest, 1963
- Egy újságírónő magánjegyzetei; Magvető, Budapest, 1986 (a Tények és tanúk sorozatban)
- Tanulságos utak 3 kontinensen; Epocha, Budapest, 1988

## Fordításai
- José Maria Eca de Queiroz: Amaro atya bűne; ford. Ábel Olga, Kordás Ferenc, utószó Benyhe János; Magyar Helikon, Budapest, 1961
- Upton Sinclair: A szerelem tövises útja; ford. Ábel Olga, Benamy Sándor, a verseket ford. Vidor Miklós, bev. Lutter Tibor; Táncsics, Budapest, 1958 (Táncsics könyvtár)